# Bracia Sabaté
Bracia Jose Sabaté Llopart (ur. 1910, zm. 17 października 1949) i Francisco Sabaté Llopart ps. El Quico (ur. 30 marca 1915, zm. 5 stycznia 1960) – hiszpańscy anarchiści, uczestnicy hiszpańskiej wojny domowej i zbrojnego ruchu oporu przeciwko rządom gen. Francisco Franco.

## Wczesne lata życia
Przed wojną domową bracia Sabaté działali w anarchistycznej grupie bojowej zwanej „Los Novatos” („Nowicjusze”), związanej z Iberyjską Federacją Anarchistyczną. Grupa brała udział w próbie powstania anarchistycznego w 1933 roku.
Podczas wojny domowej bracia walczyli w rozmaitych jednostkach anarchistycznych. Po upadku republiki Jose znalazł się we frankistowskim więzieniu, a Francisco walczył przeciw nazistom w hiszpańskich jednostkach francuskiego ruchu oporu.

## Grupa braci Sabaté
W 1945 roku Francisco (bardziej znany pod pseudonimem „El Quico”) wraca do Hiszpanii. Po spotkaniu z bojownikami, którzy ocaleli po fali pogromów i represji wieńczących koniec wojny, zdecydowano się przystąpić działalności zbrojnej przeciwko rządowi Franco. W celu zdobycia pieniędzy na zakup środków transportu, broni, materiałów wybuchowych, urządzeń drukarskich i organizację baz dokonano szeregu napadów rabunkowych na domy bogatych przedsiębiorców i przedstawicieli władz.
Tak powstała grupa, która określana jest jako „Grupa braci Sabaté”. Anarchistyczni partyzanci zgromadzeni wokół charyzmatycznych braci nie stanowili jednak zwartej organizacji, poza braćmi Sabaté skład grupy podlegał nieustannej rotacji.
W październiku 1945 roku grupa odbiła dwóch więzionych działaczy anarchosyndykalistycznej centrali związkowej Krajowa Konfederacja Pracy (CNT), którym groziła kara śmierci.
W lutym 1946 Francisco Sabaté wraz z innym członkiem grupy zostają zatrzymani przez funkcjonariuszy Guardia Civil; podczas strzelaniny zginął jeden policjant, anarchistom udało się uciec.
W maju 1946 policja zabiła członka grupy Jamie Paras Adan’a (pseudonim „El Abisynio”) i aresztowała innego o pseudonimie „El Roset”. Po tych wydarzeniach działania grupy ucichły na kilka lat, a bracia Sabaté wyjechali do Francji.
Wrócili do Hiszpanii w styczniu 1949 roku. Po powrocie napadli na fabrykę włókienniczą w Barcelonie. Pieniądze z napadu przeznaczone zostały na pomoc dla rodzin aresztowanych anarchistów i działaczy CNT. Podczas napadu zginął dyrektor fabryki.
Policja wpadła na trop braci Sabaté, podczas próby aresztowania zginął jeden policjant, anarchistom po raz kolejny udało się zbiec.
2 marca 1949 roku grupa braci Sabaté, wraz z inną grupą zbrojną „Los Manos” apróbowała zabić komisarza policji Edwardo Quintela, znanego ze swojej zawziętości w ściganiu anarchistów. W samochodzie, którym zazwyczaj poruszał się komisarz tym razem go nie było. W zamachu zginął lider Falangi z Barcelony Manuel Pinol.
9 marca policja otrzymała informacje o miejscu pobytu Jose Sabaté i innego członka grupy Jose Lopeza. Podczas próby aresztowania zginął jeden policjant, Jose Lopez został ciężko ranny i aresztowany, rannemu w klatkę piersiową Jose Sabaté udało się zbiec.
W maju 1949 r. grupa braci Sabaté wraz z innymi grupami anarchistycznymi przeprowadziła ataki bombowe na konsulaty Peru i Boliwii, które odnowiły oficjalne stosunki dyplomatyczne z rządem Franco.
W czerwcu 1949 roku Francisco Sabaté powrócił do Francji, gdzie został aresztowany przez żandarmerię i skazany za nielegalne posiadanie broni na pół roku więzienia i pięcioletni zakaz przebywania w rejonie przygranicznym. Karę odbywał w więzieniu w Montpellier, gdzie spędził ostatecznie prawie rok.
W październiku 1949 roku hiszpańska policja przeprowadziła szeroko zakrojoną akcję przeciwko anarchistycznemu ruchowi oporu. Zabito lub aresztowano dziesiątki bojowników, rozbijając większość działających grup.
17 października 1949 r. podczas próby aresztowania Jose Sabaté zabił jednego policjanta i kilku ranił, sam został ciężko ranny i zmarł w drodze do szpitala.

## Działalność grupy po śmierci Jose Sabaté
2 lutego 1951 roku Francisco Sabaté został aresztowany w Dijon przez francuską policję pod zarzutem napadu na furgonetkę z pieniędzmi. O dokonania napadu podejrzewano hiszpańskich anarchistów. Policja wymusiła zeznania torturami. Francisco Sabaté stanął przed sądem. Podczas procesu wyszły na jaw metody stosowane przez policję. Po ponad rocznym procesie Sabaté i inni aresztowania anarchiści zostali zwolnieni z więzienia, a sprawę zawieszono.
W 1955 roku Francisco Sabaté, wraz z innymi anarchistami, założył organizację „Grupy Anarchosyndykalistyczne” (GAS), która działała niezależnie od innych grup emigracyjnych hiszpańskich anarchistów. W kwietniu 1955 roku członkowie grupy przedostali się do Barcelony, gdzie rozpoczęli wydawanie podziemnego pisma „El Combate”. Aby zdobyć pieniądze na działalność aktywiści GAS dokonali udanego napadu na „Banco de Vizcaya”, rabując kilkaset tysięcy peset.
Policja, zaalarmowana napadami oraz dużą ilością propagandowych ulotek i pism, rozpoczęła poszukiwania ich autorów. 9 maja, podczas jednej z rewizji odkryto podziemną drukarnię pisma CNT „Solidaridad Obrera” i aresztowano siedem osób, które akurat tam pracowały.
Członkowie GAS wykorzystywali niekonwencjonalne metody propagandy. Jedną z nich był specjalny moździerz własnej konstrukcji, który pozwalał na wystrzeliwanie pakietów ulotek na odległość ponad 100 metrów. Grupa wykorzystała go 28 września 1955 roku, podczas wizyty gen. Franco w Barcelonie, rozprowadzając w ten sposób tysiące antyfrankistowskich odezw.
Inną z metod propagandy było nagrywanie na taśmy przemówień i puszczanie ich w miejscach publicznych (w stołówkach fabrycznych, barach itp.).
GAS ostatecznie zawiesiły swoją działalność zimą 1956/1957 po okresie ostrych represji, w wyniku których aresztowano 43 działaczy CNT, oskarżając ich o współpracę z grupą.
W maju 1957 roku we Francji policja odkryła duży skład broni na granicy z Hiszpanią, co doprowadziło w rezultacie do aresztowania i skazania osoby odpowiedzialnej za koordynację działalności GAS w tym kraju.
21 marca Francisco Sabaté zastrzelił próbującego go aresztować policjanta. Po tym zdarzeniu jego zdjęcie znalazło się na pierwszych stronach gazet. Nie przeszkodziło mu to jednak 23 maja 1956 roku dokonać udanego napadu na bank w Barcelonie.
W listopadzie 1956 roku Francisco Sabaté wraz z kilkoma innymi anarchistami ponownie udali się do Barcelony. 22 grudnia dokonali napadu rabunkowego na biuro firmy „Cubiertas y Tejados”. Tym razem łupem grupy padło około miliona peset. Wskutek informacji uzyskanych od francuskiego wywiadu, hiszpańska policja aresztowała jednego z członków grupy Angela M. Podczas brutalnego przesłuchania, torturami wydobyła z niego dokładne informacje o miejscu pobytu Francisco Sabaté we Francji oraz kryjówce, w której grupa przechowywała broń. Informacje te zostały przekazane francuskiej policji. 9 stycznia 1957 roku żandarmeria otoczyła chatę używaną przez bojowników jako punkt kontaktowy, na miejscu znaleziono spora ilość broni.
Po aresztowaniu Francisco Sabaté przyznał, iż broń była zgromadzona w celu walki z hiszpańskim faszyzmem. 12 listopada 1957 roku został skazany na 8 miesięcy więzienia i 5 lat zakazu opuszczania regionu.
Po wyjściu z więzienia, w grudniu 1959 roku, organizował kolejną wyprawę do Hiszpanii, wraz z czterema innymi anarchistami. Po przekroczeniu granicy, grupa została namierzona przez Guardia Civil. Podczas strzelaniny zabito czterech anarchistów. Francisco Sabaté ranny w nogę i kark, zdołał wyrwać się z okrążenia udając oficera Guardia Civil. Po dwóch dniach ucieczki, 5 stycznia 1960 roku został odnaleziony przez policję i zabity.
Śmierć Francisco Sabaté kończy okres pierwszej generacji anarchistycznego ruchu oporu przeciwko Franco, wywodzącego się bezpośrednio z doświadczeń hiszpańskiej wojny domowej.